# Горовиц, Давид
Давид Горовиц (ивр. דוד הורוביץ‎, англ. David Horowitz) (15 февраля 1899 — 10 августа 1979) — израильский экономист, политик, первый президент центрального банка Израиля (1954—1971).
Родился в Дрогобыче (Галиция, Австро-Венгрия). После Первой мировой войны в 1920 г. эмигрировал в Израиль. Был одним из первых членов израильской молодежной скаутской организации Ха-шомер ха-цаир. Руководил экономическим департаментом Еврейского агентства в Израиле и входил в состав делегации агентства в ООН в 1947 г. В 1948—1952 генеральный директор министерства финансов Израиля.
В 1954 г. возглавил новосозданный центральный банк государства, Банк Израиля. После выхода на пенсию в 1971 г. руководил группой советников Банка.
В 1968 получил Премию Израиля в области социальных наук.